# American Idiot (canção)
"American Idiot" é o primeiro single do sétimo álbum da banda de punk rock Green Day, American Idiot. Foi um sucesso instantâneo quando foi lançado em setembro de 2004, quando ganhou grande espaço nas rádios e canais de televisão do mundo todo. Atingiu a 1ª posição no Canadá e o 3º lugar no Reino Unido, porém foi um fracasso nos Estados Unidos, onde atingiu o "pico" na posição 61. A especulação é que a canção teve uma rejeição inicial por causa de seu título, mas a situação melhorou depois.
A canção ridiculariza o governo dos Estados Unidos sob o comando de George W. Bush. O Green Day não fez esforço para esconder sua identidade política e são ativamente contra o Bush. Na canção eles se referem à questões como os direitos dos homossexuais, propaganda e à imprensa, além das origens do presidente. A canção foi muito rejeitada por americanos que apoiavam Bush (alguns especulam que seja por esse motivo que o single foi tão mal nos EUA).
Apesar de seu fraco lançamento nos Estados Unidos, foi um sucesso internacional e levou o Green Day ao sucesso comercial e abriu o caminho para futuros singles do álbum American Idiot, como "Boulevard of Broken Dreams", "Holiday" e "Wake Me Up When September Ends".

## Elogios
"American Idiot" foi classificada como a número 13 na lista das 100 melhores músicas da década de 2000 pela revista Rolling Stone em 2009. O canal VH1 também colocou a canção em 13° em seu Top 100 Songs da década de 2000 em 2011. Em 2010 a Rolling Stone classificou como número 432 na lista 500 Maiores Músicas de Todos os Tempos.

## Videoclipe
O videoclipe de "American Idiot" filmado em abril 2004. Apresenta a banda tocando em um armazém contra uma bandeira americana verde (uma referência ao nome da banda), que possui apenas 48 estrelas. No meio do vídeo, a banda é vista tocando em diferentes velocidades (rápida, lenta e normal). Durante a ponte, as listras da bandeira derretem no chão. A banda é então borrifada por um líquido verde dos amplificadores próximos à bandeira. Ao final, a banda larga os instrumentos e vai embora. O vídeo da música foi dirigido por Samuel Bayer. O vídeo ganhou o Viewer's Choice Award e também foi indicado como Melhor Direção de Arte.

## Faixas
Promo CD single
1. "American Idiot" (edição para rádio) - 2:54
2. "American Idiot" (Versão do álbum) - 2:54

Single europeu (CD 1)
1. "American Idiot" - 2:54
2. "Too Much Too Soon"  - 3:33

Single europeu (CD 2)
1. "American Idiot" - 2:54
2. "Shoplifter" - 1:52
3. "Governator" (letras escrita por  Mike Dirnt) - 2:31

## Pessoal
- Billie Joe Armstrong - vocal, guitara
- Mike Dirnt - baixo, vocal de apoio, vocal principal em "Governator"
- Tré Cool - bateria, percução, vocal de apoio

## Posições
| Parada (2004)                         | Posição |
| ------------------------------------- | ------- |
| Austrália (ARIA)                      | 7       |
| Áustria (Ö3 Austria Top 75)           | 18      |
| Canadá (Canadian Hot 100)             | 1       |
| Alemanha (Media Control)              | 28      |
| Irlanda (IRMA)                        | 12      |
| Itália (FIMI)                         | 13      |
| Países Baixos (Single Top 100)        | 37      |
| Nova Zelândia (Recorded Music NZ)     | 7       |
| Suécia (Sverigetopplistan)            | 18      |
| Suíça (Schweizer Hitparade)           | 75      |
| UK Singles (Official Charts Company)  | 3       |
| U.S. Billboard Hot 100                | 61      |
| U.S. Billboard Modern Rock Tracks     | 1       |
| U.S. Billboard Mainstream Rock Tracks | 5       |